# Кревет довгопалий
Кревет довгопалий (Palaemon serratus) — вид десятиногих ракоподібних родини Креветові (Palaemonidae). Широко поширена на північному сході Атлантики від Данії до Північно-Західного узбережжя Африки, зустрічається по всьому Середземному морю, а також в Чорному морі. Інтенсивний промисел ведеться і на французькому узбережжі, і в самому Середземному морі. Проте до масового лову не доходить, так як кревет довгопалий воліє скелястий ґрунт і тому недосяжний для тралових сіток. Ловля здійснюється за допомогою сачків або кошиків з приманкою, що позначається на ціні цих креветок.

## Опис
Тіло кревета довгопалого прозоре, з коричневими поперечними смугами. Типовий для неї зубчастий з обох сторін, загнутий роговий придаток. При максимальній довжині у 11 см вона відноситься до дрібних креветок.

## Спосіб життя
Вона віддає перевагу кам'янистому і скелястому дну у нижній зоні припливів і відпливів на глибині до 40 м.

## Застосування
Поза рибопромислових районів кревета довгопалого знайти складно, якщо ж все-таки вдається зустріти у продажу, їх обов'язково потрібно спробувати. Найкраще тонкий смак цих креветок проявляється, якщо їх просто поварити всього п'ять хвилин в солоній воді.